# Курочка Ряба (фільм)
«Курочка Ряба» (рос. Курочка Ряба) — художній фільм режисера Андрія Кончаловського. Продовження картини «Історія Асі Клячиної, яка любила, та не вийшла заміж».

## Сюжет
З часу подій картини «Історія Асі Клячин …» минуло 30 років. Дія відбувається приблизно в 1990-і роки в російській провінції.
У картині в лубочній і фантасмагоричній манері показано суперечливе життя села. Ася — дивакувата сільська жінка, вихована в епоху СРСР на ідеалах «розвиненого соціалізму». Випивши самогону, Ася зачинає розмову зі своєю куркою. Саме курка Асі Клячин стає головною героїнею фільму. Вона зносить золоте яєчко, і навколо нього вирують пристрасті.
Поруч із занепалим господарством Асі процвітає господарство сусіда-фермера. Його будинок і тартак — процвітаючий острівець капіталізму серед напівсонного і злиденного існування села. Там горить робота — люди працюють мов прокляті та цілодобово заробляють гроші. Фермеру давно подобається Ася, але людям з такими різними поглядами не бути разом…

## Нагороди
- КФ «Кіношок-1994» (Анапа). Великий приз журі режисеру (А. Кончаловський) і акторам (Г. Єгоричев і О. Сурин) «За вірність темі і за рух художньої свідомості»
- Фільм учасник основного конкурсного показу Каннського кінофестивалю (1994).
- Номінація на приз Кіноакадемії «Ніка −1994» в категоріях «Найкращий ігровий фільм» і «Найкраща жіноча роль» (І. Чурикова).

## У ролях
- Інна Чурикова — Ася Клячина
- Віктор Михайлов — Василь Микитович
- Олександр Сурин — Степан, чоловік Асі
- Геннадій Єгоричев — Чиркунов
- Геннадій Назаров — Серьожа
- Михайло Кононов — отець Никодим
- Любов Соколова — Марія

У картині зайняті непрофесійні актори, жителі російського села Безводне.

## Знімальна група
- Режисер: Андрій Кончаловський
- Сценаристи: Андрій Кончаловський, Віктор Мережко
- Оператор: Євген Гуслінскій
- Композитор: Борис Базуров
- Художники: Леонід Платов, Андрій Платов
- Продюсери: Сергій Баєв, Микола Гаро

## Технічні дані
- Виробництво компаній «Російська рулетка», «Парімедіа»
- Кольоровий 118 хв, 12 годин, 3233 м
- «The Chicken Ryaba» (англ.) , «Assia and the Hen with the Golden Eggs» (англ.) , «Riaba ma poule» (фр.)

## Цікаві факти
Спочатку Кончаловський пропонував знятися у фільмі Іє Саввіна, виконавиці головної ролі в попередньому фільмі про Асю Клячину. Але Саввіна відмовилася зіграти в сіквелі, визнавши сценарій образливим для російського народу .